# Huddersfield
Huddersfield er en by i det nord-centrale England, med et indbyggertal (pr. 2001) på cirka 146.000. Byen ligger i grevskabet West Yorkshire i regionen Yorkshire and the Humber. 
Huddersfield er hjemby for fodboldklubben Huddersfield Town F.C. og er fødeby for blandt andet den tidligere britiske premierminister Harold Wilson.

## Galleri
- Udsigt over Huddersfield